# Ilha King Christian
A ilha King Christian é uma ilha de 645 km2 pertencente às ilhas Sverdrup, um sub-arquipélago das Ilhas da Rainha Isabel. Administrativamente pertence à região de Qikiqtaaluk em Nunavut, no Canadá. Fica no oceano Ártico, a cerca de 13,5 km da costa sudoeste da ilha Ellef Ringnes, estando desta separada pelo estreito Dinamarquês.
O primeiro europeu a visitar a ilha foi Gunnar Isachsen em 1901. Vilhjalmur Stefansson mapeou a sua costa sul em 1916.
A ilha King Christian tem 38,8 km de comprimento por 25,7 km de largura e é desabitada.